# 黑领椋鸟

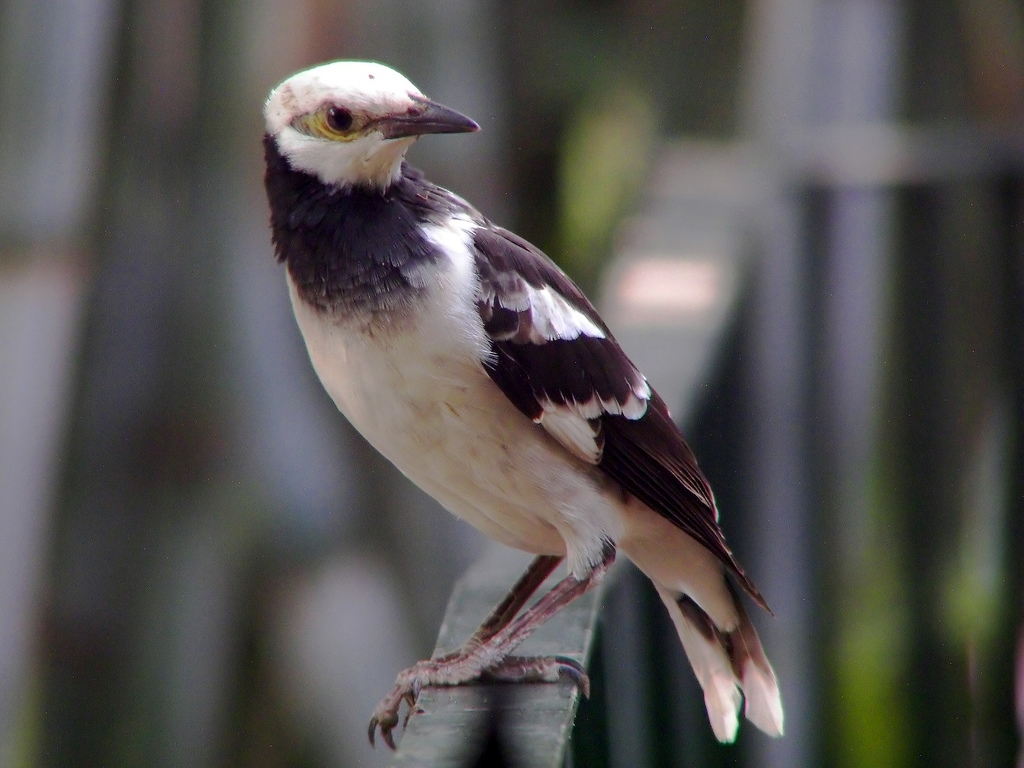

黑领椋鸟（学名：Gracupica nigricollis）为椋鸟科斑椋鳥屬的鸟类，又名黑領椋鳥，俗名黑脖八哥、白头椋鸟。牠的羽毛為黑白相間，並有一個黑色的領圈。這種鳥分布於中國南部及大部分的東南亞大陸地區，並已引入台灣、馬來西亞和新加坡。牠的棲地包括草原、乾燥森林以及人類居住區。國際自然保護聯盟（IUCN）已將其評估為無危物種。

## 分類
該物種由古斯塔夫·冯·佩庫尔於1807年描述為Gracula nigricollis。原本被歸類於椋鳥屬（Sturnus），但與暹羅斑椋鳥（Gracupica floweri）因2008年的系統發育研究而被劃分到斑椋鳥屬（Gracupica）中，當時椋鳥屬被拆分。過去，該物種也曾被置於Sturnopastor、Acridotheres和Graculipica屬中。

## 描述
黑領椋鳥體長26—30 cm（10—12英寸）。頭部為白色，眼睛周圍有一塊黃色的裸皮，脖子上有一條黑色的領圈。背部、背鞍和翅膀呈深棕色，幾乎看似黑色。下身為白色，常帶有灰褐色的色調。尾巴以及大部分的覆羽和飛羽末端為白色，主要覆羽完全為白色。喙為黑色，腿則為淺灰色。雄性和雌性外形相似。幼鳥呈棕色，頸部和胸部有條紋，牠們也有眼罩，但沒有領圈。

## 分布與棲地
該物種分布於中國南部，從福建至雲南，往南至緬甸、寮國、柬埔寨、越南、泰國和馬來西亞。。曾在文萊記錄到的個體可能是逃逸的飼養鳥或是迷鳥。該物種已被引入台灣、馬來西亞和新加坡。
這種椋鳥生活在草原、乾燥森林、耕地和人類居住區，主要出現在低海拔地區，但也能在2,000米（6,600英尺）的高度上發現。常见于坝区、村镇田边、粪坑、草地等郊外的開闊低地，並营巢于大树的枝杈间，但亦在香港市區的大型公園頗常見。该物种的模式产地在广东广州。

## 行為

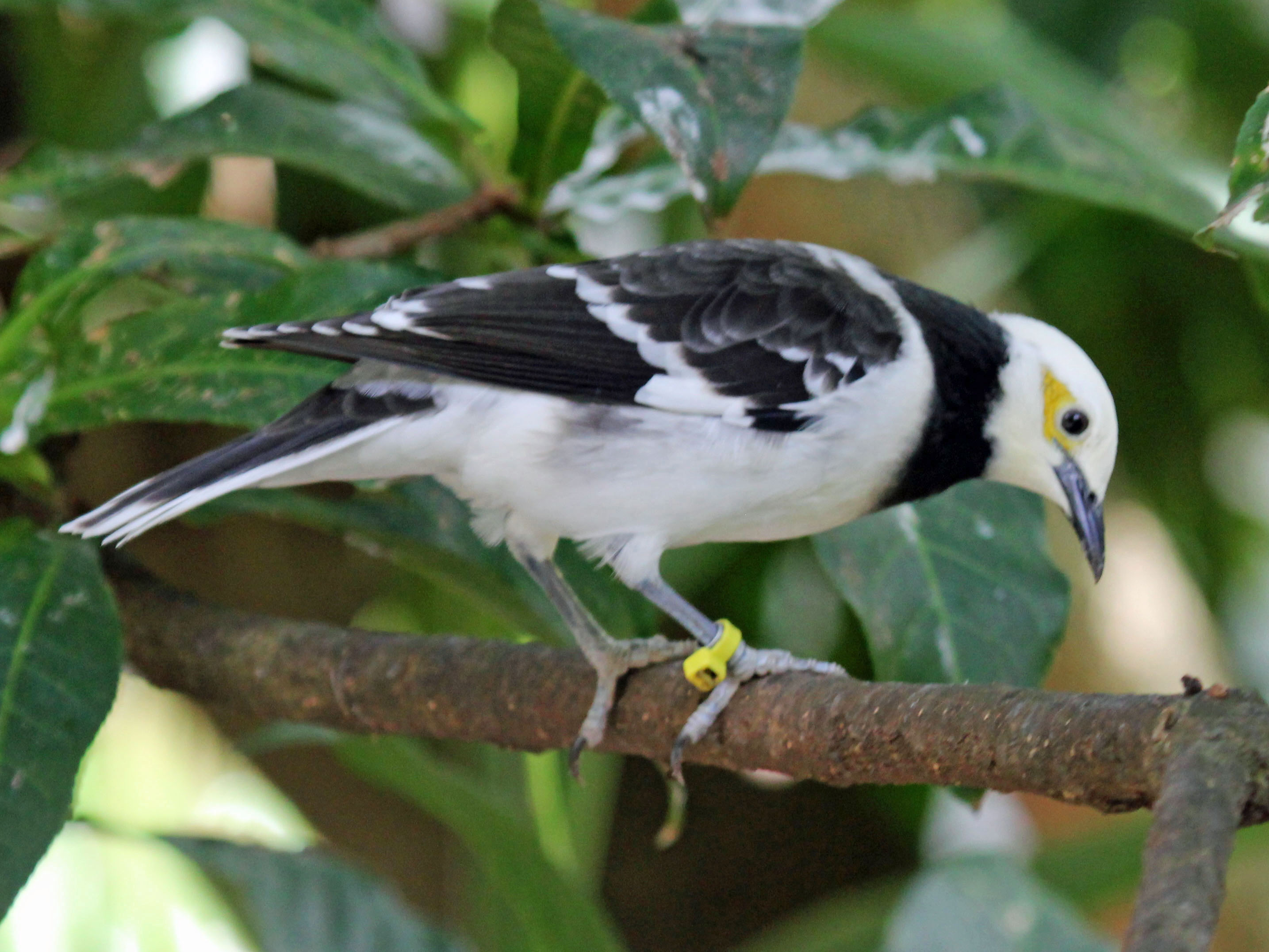
在邁阿密的一座動物園中

這種椋鳥在地面上覓食，有時會在家畜周圍活動。牠們以昆蟲、蚯蚓和種子為食。作為一種非常善鳴的鳥，牠們的叫聲包括尖銳、刺耳、悅耳和不協調的音調，如類似松鴉的kraak kraak、類似蜂虎的哨音prrü，以及與山紅頭的猶豫不決的pü-pü-pü-pü相似的叫聲。其歌聲被轉錄為tcheeuw-tchew-trieuw。已記錄到兩種求偶展示。其中一種是兩隻鳥面對面站立，羽毛豎起，喙張開。另一種則是雙方垂下翅膀並低頭鞠躬。在展示之間，牠們會追逐對方，無論是奔跑還是飛行。配偶間也會互相梳理羽毛，這種行為稱為互梳。繁殖季節在泰國為2月至5月，中國為3月至7月，緬甸則是4月至8月。大型的圓頂巢由樹枝、草、羽毛和花卉構成，建在樹上，且可能被重複使用。曾觀察到群居築巢的現象。每巢會產下3至5顆蛋。

## 現狀
森林砍伐似乎有利於該物種，使其分布範圍擴大。種群似乎在增加，IUCN已將其評估為無危物種。
由於黑領椋鳥會吃掉農作物，所以被認為是一種害鳥。黑領椋鳥在台灣為外來種，已有繁殖紀錄。

## 外部連結
- 黑領椋鳥(Sturnus nigricollis)鳴聲(1) （页面存档备份，存于）香港觀鳥會鳥鳴集
- 黑領椋鳥(Sturnus nigricollis)鳴聲(2) （页面存档备份，存于）香港觀鳥會鳥鳴集